# 3-chloorpropaan-1,2-diol
3-chloor-1,2-propaandiol of 3-MCPD is een organische verbinding met als brutoformule C3H7ClO2. De stof komt voor als een kleurloze tot lichtgele viskeuze en hygroscopische vloeistof, die mengbaar is met water. Het kan in kleine hoeveelheden worden aangetroffen in voedsel. De verbinding kan worden beschouwd als het chloorderivaat van glycerine.

## Voorkomen
3-chloor-1,2-propaandiol ontstaat in voedingsmiddelen wanneer tijdens de verwerking gebruik wordt gemaakt van zoutzuur voor de hydrolyse van proteïnen. De stof is in brood, sojasaus, gerookte vleeswaren, margarine, vetten en oliën aangetroffen. Het komt voor in zowel de vrije als de veresterde vorm. De veresterde vorm wordt hoofdzakelijk teruggevonden in vetten en oliën.
Het gebruik van zoutzuur is – in tegenstelling tot het (langzame) natuurlijke fermentatieproces – veel sneller, maar veroorzaakt daarbij de vorming van carcinogene stoffen zoals 3-chloor-1,2-propaandiol.

## Synthese
3-chloor-1,2-propaandiol kan bereid worden door behandeling van glycerine (1,2,3-propaantriol) met zoutzuur. Hierbij wordt de hydroxylgroep geprotoneerd, waardoor water als goede leaving group ontstaat. Het chloride valt aan op het koolstofatoom en via een SN2-reactie wordt water uitgestoten. Het nadeel van deze reactie is dat de drie hydroxylgroepen (waarvan de buitenste 2 chemisch equivalent zijn) kunnen geprotoneerd worden en er dus een mengsel ontstaat van 3-chloor-1,2-propaandiol, 2-chloor-1,3-propaandiol en hogere gechloreerde derivaten. Toch zal via de SN2-reactie een voorkeur bestaan voor de uiterste koolstofatomen, omdat deze het minst onderhevig zijn aan sterische hindering, waardoor bijgevolg 3-chloor-1,2-propaandiol in meerdere mate gevormd wordt.

## Toepassingen
3-chloor-1,2-propaandiol wordt gebruikt als uitgangsstof bij de productie van kleurstoffen en geneesmiddelen.

## Toxicologie en veiligheid
Qua toxiciteit en opname in het lichaam is 3-chloor-1,2-propaandiol niet alleen kankerverwekkend voor mensen, maar ook voor knaagdieren. De stof is in staat om via het bloed in organen en in de hersenen terecht te komen. De LD50 van 3-chloor-1,2-propaandiol is zeer laag: 26 mg/kg bij ratten (oraal).
3-chloor-1,2-propaandiol is een stof die in staat is om mannelijke onvruchtbaarheid bij knaagdieren te veroorzaken, en kan dus worden gebruikt bij chemische castratie.